# 吴菡

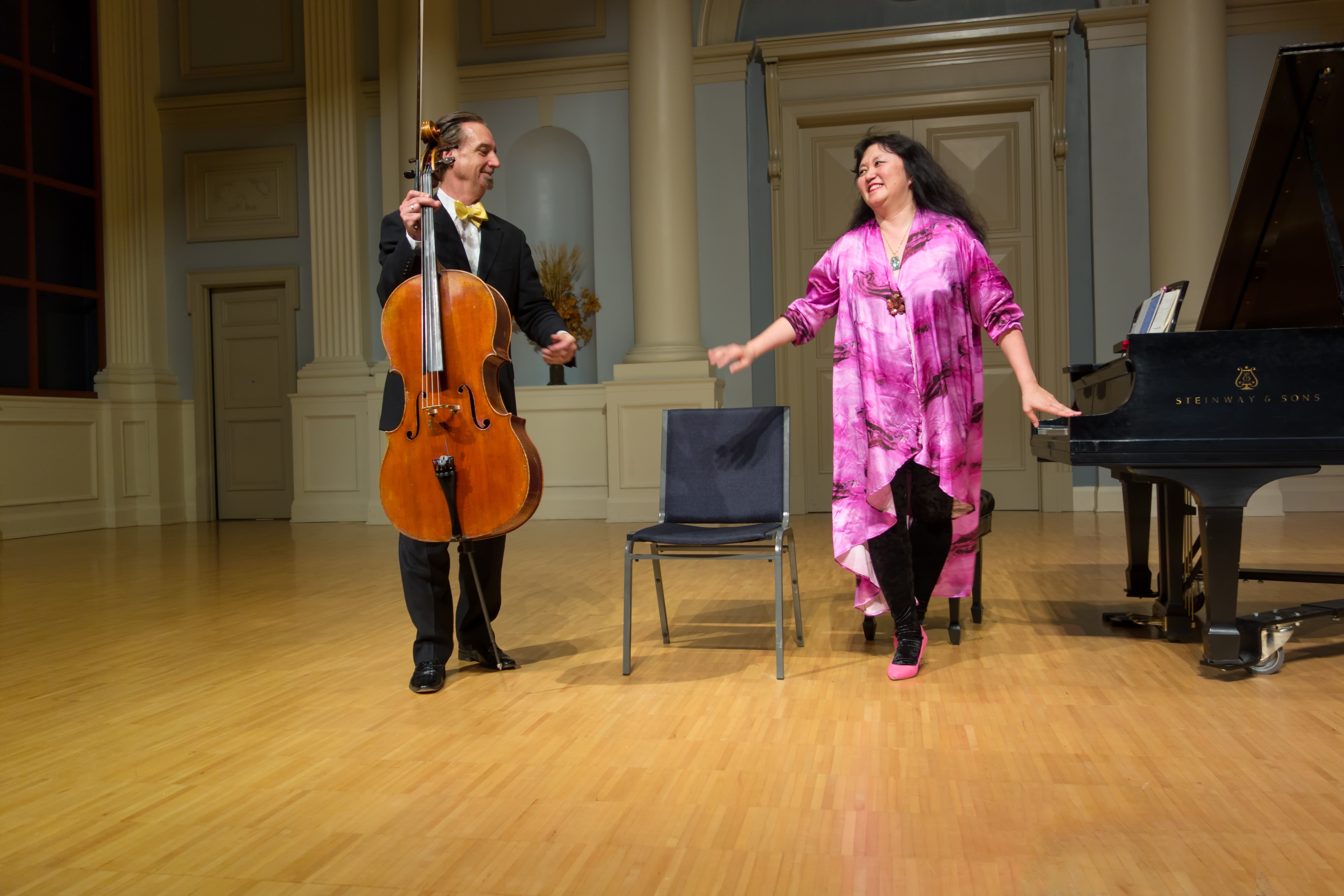
大卫·芬克尔和吴菡

吴菡（1959年2月19日—）是一位美国华裔钢琴家。

## 生平
1959年出生于台北市，1981年赴美留学，进入哈特福德大学，师从鲁道夫·塞尔金。2004年被任命为林肯中心室內樂協會艺术总监。

## 家庭
丈夫是美国大提琴家大卫·芬克尔，也是音乐合伙人。两人育有一女，生活在纽约市。